# Іваничівський район
Іва́ничівський райо́н (у 1957–1962 — Нововолинський район) — колишній район Волинської області України. Центр району — селище міського типу Іваничі (7,183 тис. населення). Територія району 645 км². Населення — 35071 тис. осіб. Щільність населення становить 57 осіб на 1 км². 98,4 відсотки населення району становлять українці, 1,1 — росіяни, 0,2 білоруси, інших національностей одиниці.  Сільських населених пунктів — 58; Селище міського типу — 1. Всі населені пункти району об'єднані в 23 сільські ради і 1 селищну.

## Географія
Район розташований на заході області, де межує з республікою Польща. На півночі межує з Володимир-Волинським районом, на сході — з Локачинським, на південному сході — з Горохівським районом. На півдні проходить межа з Сокальським районом Львівської області.
Іваничівський район розташований на Волинській височині. Найвища точка поверхні району 251 м на околиці с. Грибовиця. Невелике розчленування рельєфу району обумовлено річками Західний Буг, Луга. Найбільше погорбовання рельєфу виражене на околицях сіл Гряди, Верхнів, Кропивщина, Грибовиця. В цій частині району є невеликі яри. В межах району знаходяться кам'яновугільні відклади, товщина шарів яких досягає до 130—140 см. Поряд з цим, на території району виявлені запаси глини поблизу с. Мишів, піски, мергель (Грибовицьке родовище), є також ознаки запасів нафти, мінеральних вод /містять йод, бром/, але поки що вони не добуваються.

### Природоохоронні території
Заказники місцевого значення: Заставненський, Павлівський, Прибужжя.

## Історія
Перші згадки про села, які входять до складу району, припадають на XV—XVI століття. Найдавніші історичні відомості маємо ми про містечко Порицьк, околицями якого було село Павлівка. Ця згадка належить до 1407 року. В документах XV століття вперше згадуються села Риковичі, Заболотці, Грибовиця. Інші села вперше згадуються в XVI столітті.
Порицький район було утворено в 1940 році. З 22 червня 1941 року по 20 липня 1944 року Порицьк та район були зайняті німцями. У зв'язку з тим, що містечко Порицьк, яке було районним центром, внаслідок війни було зруйноване майже повністю, районні організації та установи розташовувалися в Іваничах. Цьому посприяло декілька факторів: значні розміри села, наявність у ньому громадських будов для різних районних організацій та головне — залізничний зв'язок. Так Іваничі стали тимчасовим центром Порицького району, а з червня 1946 року вже постійним центром Іваничівського району. Це значною мірою зумовило перетворення села в селище міського типу. У 1957–1962 роках район називався Нововолинський. У 1962 році у зв'язку з укрупненням районів він був ліквідований, а в грудні 1966 року відновлений.

## Адміністративний устрій
До складу району входить 59 населених пунктів, з-поміж них 58 сіл та селище міського типу — Іваничі, яке є центром району. Всі 59 поселень об'єднанні в 23 сільські і одну селищну раду. Анклавом та напіванклавом щодо території району розташована міська рада Нововолинська, який нетривалий час у 1950-х роках був центром району, проте надалі втратив цю функцію та став містом обласного підпорядкування.
| 1. Іваничівська 2. Бужанківська 3. Грибовицька 4. Грядівська 5. Жашковичівська 6. Заболотцівська 7. Завидівська 8. Заставненська 9. Колонська 10. Литовезька 11. Луковичівська 12. Милятинська 13. Мишівська 14. Мовниківська 15. Морозовичівська 16. Павлівська 17. Переславичівська 18. Поромівська 19. Радовичівська 20. Риковичівська 21. Соснинська 22. Старолішнянська 23. Старопорицька 24. Топилищенська |

## Економіка
Іваничівський район займає вигідне географічне положення, межує з Львівською областю та Польщею. Через райцентр проходить залізниця, що сприяє кращому сполученню між районами.
В післявоєнний час в районі значно зросла місцева промисловість, розвинулось сільське господарство.
За 9 місяців 2006 року промисловими підприємствами району вироблено продукції на суму 5,3 млн грн. В наш час[коли?] випуском промислової продукції займається 3 підприємства: ТзОВ «Павлівський пивзавод», ТзОВ «Йоданка», ТзОВ «Солод».
Сільське господарство є важливою галуззю економіки і спеціалізується на виробництві зернових, цукрових буряків, картоплі, овочів. Розвинуте тваринництво м'ясо-молочного напрямку. В районі функціонує 16 сільськогосподарських підприємств, 68 фермерські господарства, у користуванні яких знаходиться відповідно 33276 та 1009.52 га сільськогосподарських угідь. 63 % валової продукції у сільському господарстві виробляється в особистих господарствах населення. Його характерною ознакою є реформування на основі приватної власності на майно і землю.
Значних успіхів досягнуто у галузі рослинництва. Покращено культуру землеробства. В тваринництві досягнуто позитивних зрушень. Збільшено продуктивність громадського стада і ефективність даної галузі.
У ході здійснення економічних реформ в районі триває процес формування підприємницького сектора. Нині у господарському комплексі функціонує 120 малих підприємств, що на 10 тисяч населення — 33.
Підприємницькою діяльністю займається 530 підприємців. Від підприємницької діяльності до бюджету поступило 407,5 тис.грн., що становить 6,4 % до власних доходів.
Кількість безробітних — 807 осіб. Працевлаштовано у всіх сферах виробництв 988 осіб, працевлаштовано на дотаційні місця 25 осіб, отримали одноразову допомогу на зайняття підприємницькою діяльністю 24 чоловік, 21 чоловік працевлаштовані на заброньовані робочі місця.

## Транспорт
Територією району проходять такі автошляхи: Р15, Т 0302 та Т 0305.
У районі є лише один зупинний пункт Яневичі.

## Населення
Розподіл населення за віком та статтю (2001)
| Стать | Всього | До 15 років | 15-24 | 25-44 | 45-64 | 65-85 | Понад 85 |
| --- | ------ | ----------- | ----- | ----- | ----- | ----- | -------- |
| Чоловіки | 16 866 | 3550        | 2519  | 5189  | 3580  | 1936  | 92       |
| Жінки | 19 125 | 3406        | 2492  | 4767  | 4349  | 3796  | 315      |
| \| Статево-вікова піраміда \| Статево-вікова піраміда \| Статево-вікова піраміда \| \| ----------------------- \| ----------------------- \| ----------------------- \| \| Чоловіки \| Вік \| Жінки \| \| 92 \| 85 + \| 315 \| \| 135 \| 80-84 \| 369 \| \| 341 \| 75-79 \| 921 \| \| 711 \| 70-74 \| 1276 \| \| 749 \| 65-69 \| 1230 \| \| 734 \| 60-64 \| 1155 \| \| 728 \| 55-59 \| 941 \| \| 996 \| 50-54 \| 1116 \| \| 1122 \| 45-49 \| 1137 \| \| 1481 \| 40-44 \| 1400 \| \| 1250 \| 35-39 \| 1113 \| \| 1215 \| 30-34 \| 1126 \| \| 1243 \| 25-29 \| 1128 \| \| 1237 \| 20-24 \| 1169 \| \| 1282 \| 15-20 \| 1323 \| \| 1410 \| 10-14 \| 1313 \| \| 1186 \| 5-9 \| 1160 \| \| 954 \| 0-4 \| 933 \| |        |             |       |       |       |       |          |
| Статево-вікова піраміда |        |             |       |       |       |       |          |
| Чоловіки | Вік    | Жінки       |       |       |       |       |          |
| 92 | 85 +   | 315         |       |       |       |       |          |
| 135 | 80-84  | 369         |       |       |       |       |          |
| 341 | 75-79  | 921         |       |       |       |       |          |
| 711 | 70-74  | 1276        |       |       |       |       |          |
| 749 | 65-69  | 1230        |       |       |       |       |          |
| 734 | 60-64  | 1155        |       |       |       |       |          |
| 728 | 55-59  | 941         |       |       |       |       |          |
| 996 | 50-54  | 1116        |       |       |       |       |          |
| 1122 | 45-49  | 1137        |       |       |       |       |          |
| 1481 | 40-44  | 1400        |       |       |       |       |          |
| 1250 | 35-39  | 1113        |       |       |       |       |          |
| 1215 | 30-34  | 1126        |       |       |       |       |          |
| 1243 | 25-29  | 1128        |       |       |       |       |          |
| 1237 | 20-24  | 1169        |       |       |       |       |          |
| 1282 | 15-20  | 1323        |       |       |       |       |          |
| 1410 | 10-14  | 1313        |       |       |       |       |          |
| 1186 | 5-9    | 1160        |       |       |       |       |          |
| 954 | 0-4    | 933         |       |       |       |       |          |

## Політика
25 травня 2014 року відбулися Президентські вибори України. У межах Іваничівського району було створено 50 виборчих дільниць. Явка на виборах становила 78,52 % (проголосували 19 345 із 24 636 виборців). Найбільшу кількість голосів отримав Петро Порошенко — 54,06 % (10 457 виборців); Юлія Тимошенко — 19,57 % (3 785 виборців), Олег Ляшко — 12,76 % (2 468 виборців), Анатолій Гриценко — 5,23 % (1 012 виборців). Решта кандидатів набрали меншу кількість голосів. Кількість недійсних або зіпсованих бюлетенів — 0,64 %.

## Музеї
- Іваничівський народний історичний музей.
- Кімната бойової Слави (Іваничівська ЗОШ I—III ст. № 2)
- Кімната бойової Слави (Литовежська ЗОШ I—III ст.)
- Кімната бойової Слави (Мишівська ЗОШ I—III ст.)
- Кімната бойової Слави (Мовниківська ЗОШ I—III ст.)
- Кімната образотворчого мистецтва (Жашковичівський Дім «Просвіта»)

## Пам'ятки
На території району під охороною держави перебуває 55 пам'яток історії та культури, з них 48 — історії, 7 — археології.

### Історичні пам'ятки
- Богородицька церква в с. Бужковичі (побудована в 1776 році)
- Церква Різдва в с. Мовників (побудована в 1713 році)
- Успенська церква та дзвіниця XVII ст. в с. Низкиничі
- Михайлівська церква в с. Стара Лішня (побудована в 1773 році)
- Здвиженська церква в с. Колона (побудована в 1779 році)
- Парасківська церква в с. Милятин (побудована в 1779 році)
- Успенська церква в с. Старопорицьк (побудована в 1784 році)
- Покровська церква в с. Грибовиця поч. XVIII ст.
- Миколаївська церква в с. Жашковичі (побудована в 1875 році)
- Церква різдва Богородиці в с. Грушів (побудована в 1803 році)
- Введенська церква в с. Литовеж (побудована в 1791 році)
- Ризоположенська церква в с. Менчичі (побудована в 1887 році)
- Миколаївська церква в с. Мишів (побудована в 1885 році)
- Покровська церква в с. Орищі (побудована в 1920 році)
- Михайлівська церква в с. Павлівка (побудована в 1650 році)
- Покровська в с. Поромів (побудована в 1750—1880 році)
- Споруда млина в с. Радовичі (побудований в 1920 році)
- Іоанно-Зачатівська церква (побудована XVIII ст., реконструйована в 1834 році)